# Puchar Irlandii w piłce siatkowej mężczyzn
Puchar Irlandii w piłce siatkowej mężczyzn – cykliczne krajowe rozgrywki sportowe, organizowane corocznie przez Irlandzki Związek Piłki Siatkowej (Volleyball Ireland) dla irlandzkich męskich klubów siatkarskich.

## Zdobywcy pucharu
| Sezon     | Miejsce finału                                               | Zdobywca pucharu                                             | Finalista                                                    | Wynik finału                                                 |
| --------- | ------------------------------------------------------------ | ------------------------------------------------------------ | ------------------------------------------------------------ | ------------------------------------------------------------ |
| 1975/1976 | brak danych                                                  | Vikings                                                      | brak danych                                                  | brak danych                                                  |
| 1976/1977 | brak danych                                                  | Eagles VC                                                    | brak danych                                                  | brak danych                                                  |
| 1977/1978 | brak danych                                                  | Eagles VC                                                    | brak danych                                                  | brak danych                                                  |
| 1978/1979 | brak danych                                                  | Raheny Olympians                                             | brak danych                                                  | brak danych                                                  |
| 1979/1980 | brak danych                                                  | Cuala Rockets                                                | brak danych                                                  | brak danych                                                  |
| 1980/1981 | brak danych                                                  | Tallaght VC                                                  | brak danych                                                  | brak danych                                                  |
| 1984/1985 | brak danych                                                  | Bohemians VC                                                 | brak danych                                                  | brak danych                                                  |
| 1985/1986 | brak danych                                                  | Belfast VC                                                   | brak danych                                                  | brak danych                                                  |
| 1986/1987 | brak danych                                                  | Dundrum VC                                                   | brak danych                                                  | brak danych                                                  |
| 1987/1988 | brak danych                                                  | Greystones                                                   | brak danych                                                  | brak danych                                                  |
| 1988/1989 | brak danych                                                  | Greystones                                                   | brak danych                                                  | brak danych                                                  |
| 1989/1990 | brak danych                                                  | Aer Lingus / Greystones                                      | brak danych                                                  | brak danych                                                  |
| 1990/1991 | brak danych                                                  | Aer Lingus                                                   | brak danych                                                  | brak danych                                                  |
| 1992/1993 | brak danych                                                  | Aer Lingus                                                   | brak danych                                                  | brak danych                                                  |
| 1993/1994 | brak danych                                                  | Dundrum VC                                                   | brak danych                                                  | brak danych                                                  |
| 1994/1995 | brak danych                                                  | Aer Lingus                                                   | brak danych                                                  | brak danych                                                  |
| 1995/1996 | brak danych                                                  | Artane VC                                                    | brak danych                                                  | brak danych                                                  |
| 1999/2000 | brak danych                                                  | DCU                                                          | brak danych                                                  | brak danych                                                  |
| 2000/2001 | brak danych                                                  | Aer Lingus                                                   | brak danych                                                  | brak danych                                                  |
| 2001/2002 | brak danych                                                  | DCU                                                          | brak danych                                                  | brak danych                                                  |
| 2002/2003 | brak danych                                                  | Aer Lingus                                                   | brak danych                                                  | brak danych                                                  |
| 2003/2004 | brak danych                                                  | Trinity College Dublin                                       | Aer Lingus                                                   | brak danych                                                  |
| 2004/2005 | Dublin                                                       | DCU                                                          | Aer Lingus                                                   | 3:0                                                          |
| 2005/2006 | Dublin                                                       | Trinity College Dublin                                       | DCU                                                          | 3:1                                                          |
| 2006/2007 | Dublin                                                       | DCU                                                          | Trinity College Dublin                                       | 3:0 (25:17, 25:15, 25:22)                                    |
| 2007/2008 | Dublin                                                       | Aer Lingus                                                   | Trinity College Dublin                                       | 3:2 (21:25, 22:25, 25:22, 25:20, 15:9)                       |
| 2008/2009 | Dublin                                                       | Aer Lingus                                                   | UCD                                                          | 3:1 (25:14, 28:26, 12:25, 25:18)                             |
| 2009/2010 | Dublin                                                       | Aer Lingus                                                   | UCD                                                          | 3:1 (25:23, 25:19, 23:25, 25:22)                             |
| 2010/2011 | Dublin                                                       | Ballymun Patriots                                            | UCD                                                          | 3:1 (25:23, 25:18, 27:29, 25:20)                             |
| 2011/2012 | Dublin                                                       | Ballymun Patriots                                            | Munster Thunder                                              | 3:0 (25:15, 25:10, 25:15)                                    |
| 2012/2013 | Dublin                                                       | Aer Lingus                                                   | Ballymun Patriots                                            | 3:2                                                          |
| 2013/2014 | Dublin                                                       | Ballymun Patriots                                            | DVC                                                          | 3:0 (27:25, 25:16, 25:20)                                    |
| 2014/2015 | Dublin                                                       | UCD                                                          | Ballymun Patriots                                            | 3:1 (25:22, 25:21, 23:25, 25:23)                             |
| 2015/2016 | Dublin                                                       | Ballymun Patriots                                            | UCD                                                          | 3:0 (25:23, 25:19, 25:23)                                    |
| 2016/2017 | Dublin                                                       | Tallaght Rockets                                             | Garda                                                        | 3:2 (20:25, 25:11, 19:25, 25:20, 15:9)                       |
| 2017/2018 | Kilkenny                                                     | DVC Bravo                                                    | Tallaght Rockets                                             | 3:1 (18:25, 26:24, 25:20, 25:20)                             |
| 2018/2019 | Dublin                                                       | DVC Bravo                                                    | UCD                                                          | 3:1 (15:25, 26:24, 25:17, 25:22)                             |
| 2019/2020 | Ze względu na pandemię COVID-19 rozgrywki zostały przerwane. | Ze względu na pandemię COVID-19 rozgrywki zostały przerwane. | Ze względu na pandemię COVID-19 rozgrywki zostały przerwane. | Ze względu na pandemię COVID-19 rozgrywki zostały przerwane. |
| 2020/2021 | Ze względu na pandemię COVID-19 rozgrywki nie odbyły się.    | Ze względu na pandemię COVID-19 rozgrywki nie odbyły się.    | Ze względu na pandemię COVID-19 rozgrywki nie odbyły się.    | Ze względu na pandemię COVID-19 rozgrywki nie odbyły się.    |
| 2021/2022 | Ze względu na pandemię COVID-19 rozgrywki nie odbyły się.    | Ze względu na pandemię COVID-19 rozgrywki nie odbyły się.    | Ze względu na pandemię COVID-19 rozgrywki nie odbyły się.    | Ze względu na pandemię COVID-19 rozgrywki nie odbyły się.    |
| 2022/2023 | Kilkenny                                                     | UCD                                                          | Aer Lingus                                                   | 3:1 (28:26, 25:22, 15:25, 25:23)                             |
| 2023/2024 | Dublin                                                       | Aer Lingus                                                   | Dalkey Devils                                                | 3:1 (25:23, 25:21, 14:25, 25:17)                             |